# Edemissen (Edemissen)

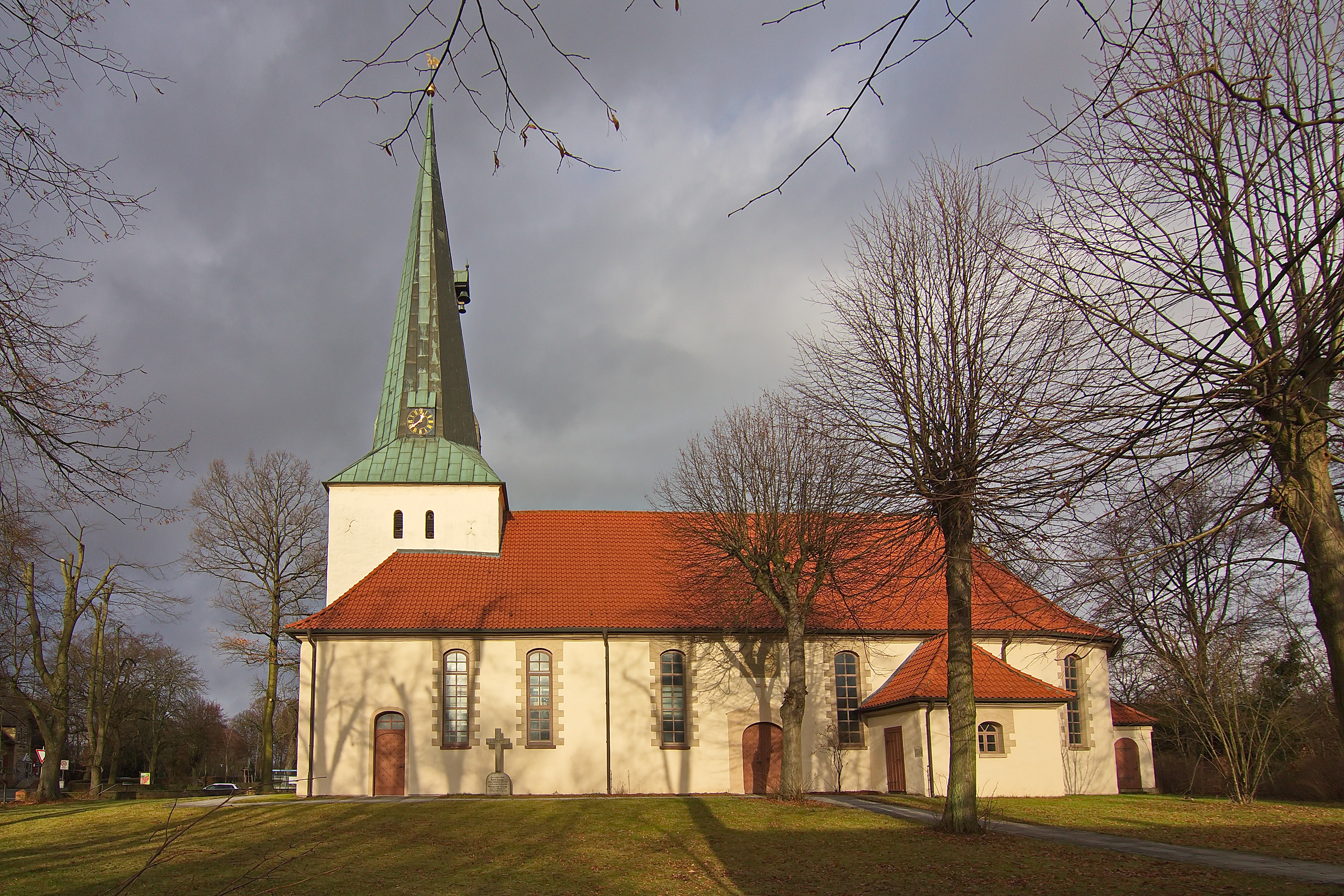
Martin-Luther-Kirche in Edemissen

Edemissen (niederdeutsch Emisse) ist ein Ortsteil der Gemeinde Edemissen im Landkreis Peine in Niedersachsen. Der Ort ist Verwaltungssitz der gleichnamigen Gemeinde.

## Geografie

### Geografische Lage
Edemissen liegt im südlichen Randgebiet zur Lüneburger Heide.

## Geschichte
Die erste urkundliche Erwähnung des Dorfes Edemissen stammt aus dem Jahr 1295. Der Ort wurde in alten Schriftstücken oft mit Edemissen (Einbeck) verwechselt. So wird auch heute noch immer wieder eine Urkunde aus dem Jahr 1253 fälschlicherweise mit Edemissen (Kreis Peine) in Verbindung gebracht.
Im Jahr 1532 erfolgte die Bildung des Amtes Meinersen mit der Gografschaft Edemissen und den zugehörigen Dörfern Edemissen, Abbensen, Ahlemissen, Alvesse, Blumenhagen, Dedenhausen, Eddesse, Eickenrode, Eixe, Eltze, Horst, Mödesse, Ohof, Plockhorst, Rietze, Stederdorf, Voigtholz, Wehnsen, Wendesse, Wipshausen, Ankensen, Tadensen und (Sundern).
Nach der Auflösung des Amtes Meinersen zum 31. März 1885 wurde Edemissen in den neu gebildeten Landkreis Peine eingegliedert.

### Eingemeindung
Im Jahr 1965 erfolgte der Zusammenschluss der bisher selbständigen Orte Edemissen, Alvesse, Blumenhagen, Mödesse, Voigtholz-Ahlemissen und seit 1971 auch Oedesse zur Samtgemeinde Edemissen. Seit 1. März 1974 ist Edemissen Teil der Einheitsgemeinde Edemissen. Ankensen, Berkhöpen und Oelheim sind Ortsteile der Ortschaft Edemissen.

### Nachbarorte
| Berkhöpen | Wehnsen                                     | Ankensen    |
| Oedesse   | Kompassrose, die auf Nachbargemeinden zeigt | Blumenhagen |
| Wendesse  | Stederdorf                                  | Mödesse     |

### Einwohnerentwicklung
Nachfolgend die graphische Darstellung der Einwohnerentwicklung:

## Religion

### Evangelisch-lutherisch
Zum Kirchspiel der Evangelisch-lutherischen Martin-Luther-Kirchengemeinde Edemissen gehören die Orte Alvesse, Blumenhagen (mit Klein Blumenhagen), Edemissen (mit Ankensen, Berkhöpen und Oelheim), Mödesse, Oedesse (mit Klein Oedesse), Plockhorst, Voigtholz-Ahlemissen und Wehnsen. Bis zum Jahre 1894 gehörte auch die Kapellengemeinde Abbensen dazu – die eine selbständige Kirchengemeinde wurde. Auch Eixe mit Sundern war bis 1867 mit Edemissen verbunden und kam pfarramtlich zu Vöhrum.
Seit Anfang des 18. Jahrhunderts gehörte das Kirchspiel Edemissen zur Inspektion Sievershausen, die 1965 aufgelöst wurde und eine weitere Neuordnung im Kirchenkreis Peine bewirkte. Edemissen gehört seitdem zum Kirchenkreis Peine.

### Römisch-katholisch

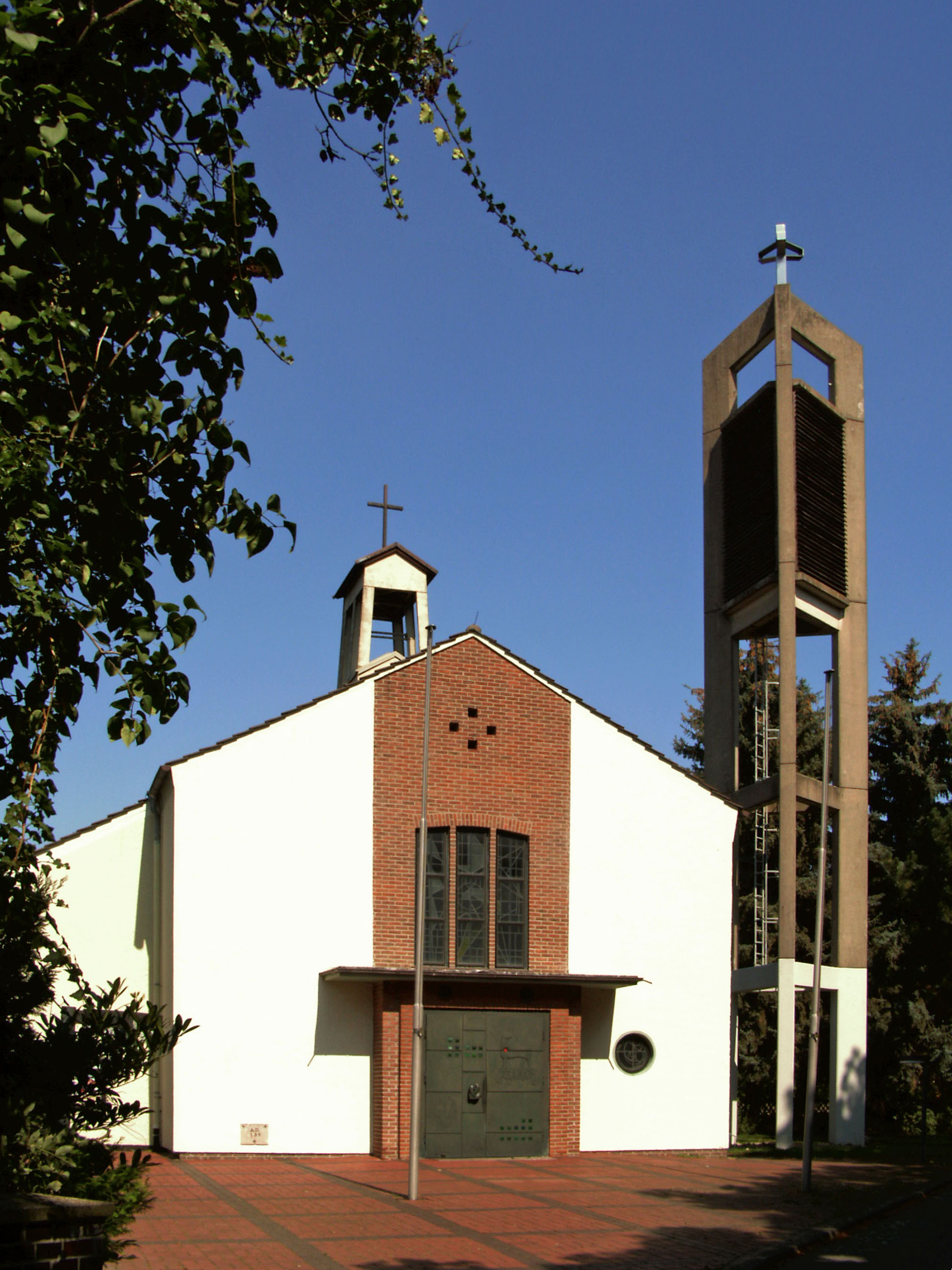
Corpus-Christi-Kirche

Eine Römisch-katholische Kirchengemeinde war in Edemissen bzw. im Nordkreis Peine seit der Reformation bis ins 20. Jahrhundert nicht vorhanden. Erst mit dem Zuzug von Ausgebombten, Flüchtlingen und Vertriebenen bildete sich auch hier im Laufe der Nachkriegszeit nach dem Zweiten Weltkrieg eine immer stärker wachsende Gemeinde heran.
Gottesdienste wurden anfänglich in privaten Wohnungen, Gaststuben, Sälen oder auch Einrichtungen der evangelischen Kirche durchgeführt. Erst im Jahre 1959 wurde mit der Kirche Corpus Christi eine katholische Kirche in Edemissen erbaut. 1968 wurde sie um einen Glockenturm ergänzt. Seit 2006 ist die katholische Gemeinde Edemissen Teil der Pfarrgemeinde „Zu den heiligen Engeln“ mit Sitz in Peine.

## Politik

### Ortsrat
Der Ortsrat, der Edemissen vertritt, setzt sich aus fünf Mitgliedern zusammen. Die Ratsmitglieder werden durch eine Kommunalwahl für jeweils fünf Jahre gewählt.
Bei der Kommunalwahl 2021 ergab sich folgende Sitzverteilung:
| Ortsrat 2021Insgesamt 11 Sitze - SPD: 5 - Grüne: 2 - FDP: 1 - CDU: 3 |

### Ortsbürgermeister
Ortsbürgermeister ist seit November 2021 Olaf Jasper.

### Wappen
Das Ortswappen zeigt auf einem goldenen Schild eine blaue Linde, beseitet von zwei roten achtstrahligen Sternen inmitten blauer Ringe, die aus einem schwarzen Boden erwächst.
Der Baum steht für eine sogenannte tausendjährige Linde, die einst neben dem Kirchengebäude stand. Die acht Strahlen der Ringsterne entsprechen den alten Wegen zu den Nachbardörfern, denen Edemissen Verwaltungs-, Gerichts- und kirchlicher Mittelpunkt war. Sie entstammen der ornamentalen Volkskunst und finden sich auf Häuserbalken und in Wetterfahnen des Ortes. Das Wappen wurde am 24. Januar 1952 vom niedersächsischen Innenminister genehmigt, der Entwurf stammt von Rudolf Dehnke.

### Städtepartnerschaften
| Frankreich     | Wappen von Chaulnes | Chaulnes in Frankreich,  | seit 1969 |
| Sachsen-Anhalt | Wappen von Zahna    | Zahna in Sachsen-Anhalt, | seit 1991 |

## Kultur und Sehenswürdigkeiten
- Eine Besonderheit ist seit 2003 die Außenstelle des Standesamtes Edemissen auf dem Rittergut Ankensen. Hier können sich heiratswillige Paare, im restaurierten Backhaus trauen lassen. Das ehemalige Guts-Backhaus aus dem Jahre 1886 – viele halten dieses Kleinod für eine Kapelle – ist wahrscheinlich eine Arbeit des Konsistorialbaumeisters Conrad Wilhelm Hase, Hannover.
- Die Martin-Luther-Kirche besteht aus einem Turm, der um 1200 entstand und dem 1691 errichteten Kirchenschiff.
- Das Pfarrhaus entstand im Jahr 1737.
- Auf dem Gografenhof von 1737 steht der Zehntspeicher aus dem Jahr 1766, in welchem früher die Feldfrüchte gespeichert wurden, die als Zehnter von den steuerpflichtigen Bauern abgeliefert werden mussten.
- Die Wipperstraße im historischen Ortskern mit zahlreichen denkmalgeschützten Fachwerkbauten von bau- und kunstgeschichtlicher Bedeutung, wie dem Speicher Hiete von 1573, der Hofanlage um das Niedersachsenhaus Wipperhof[7] von 1768 und Smees-Spieker von 1757.

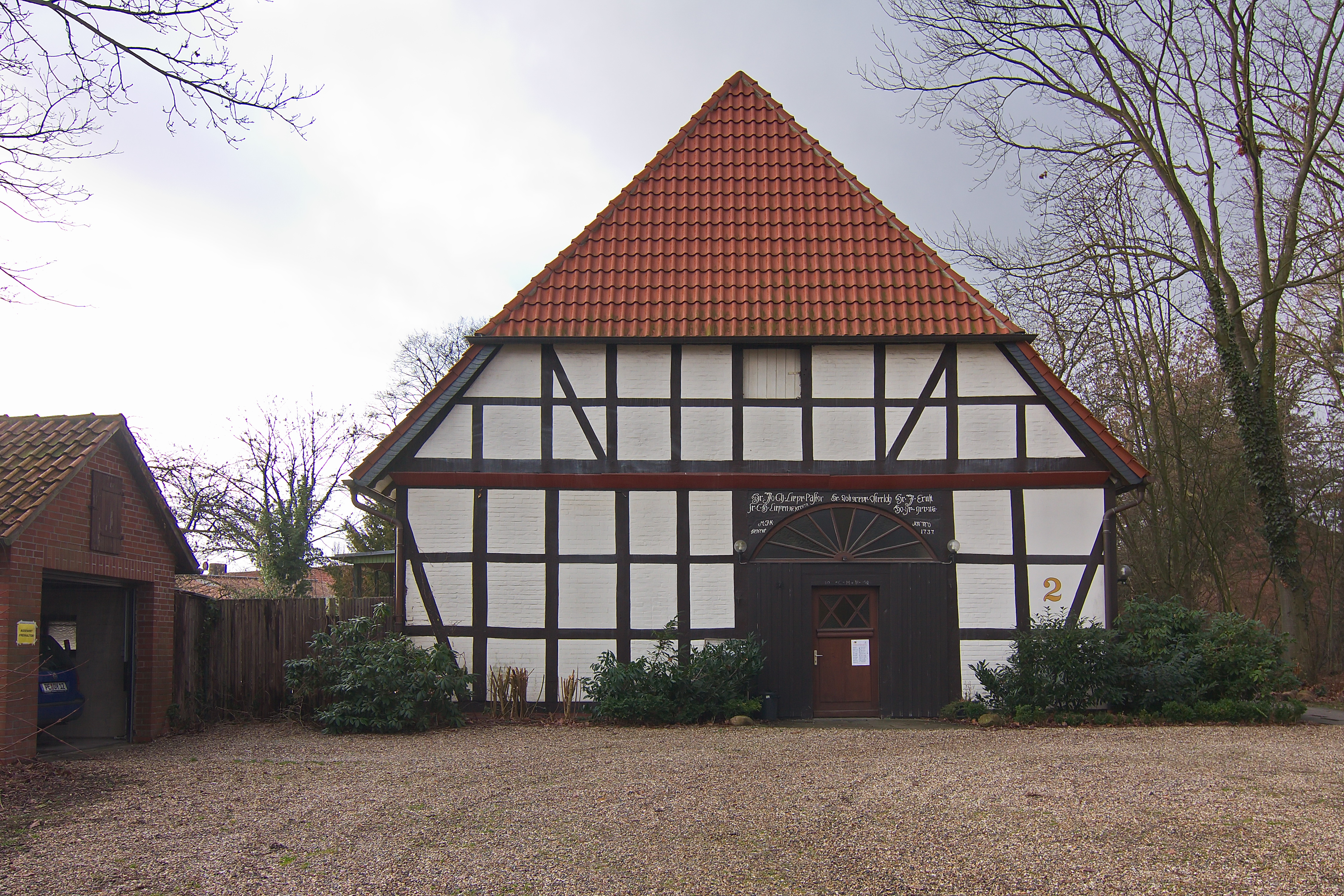
Pfarrhaus von 1737
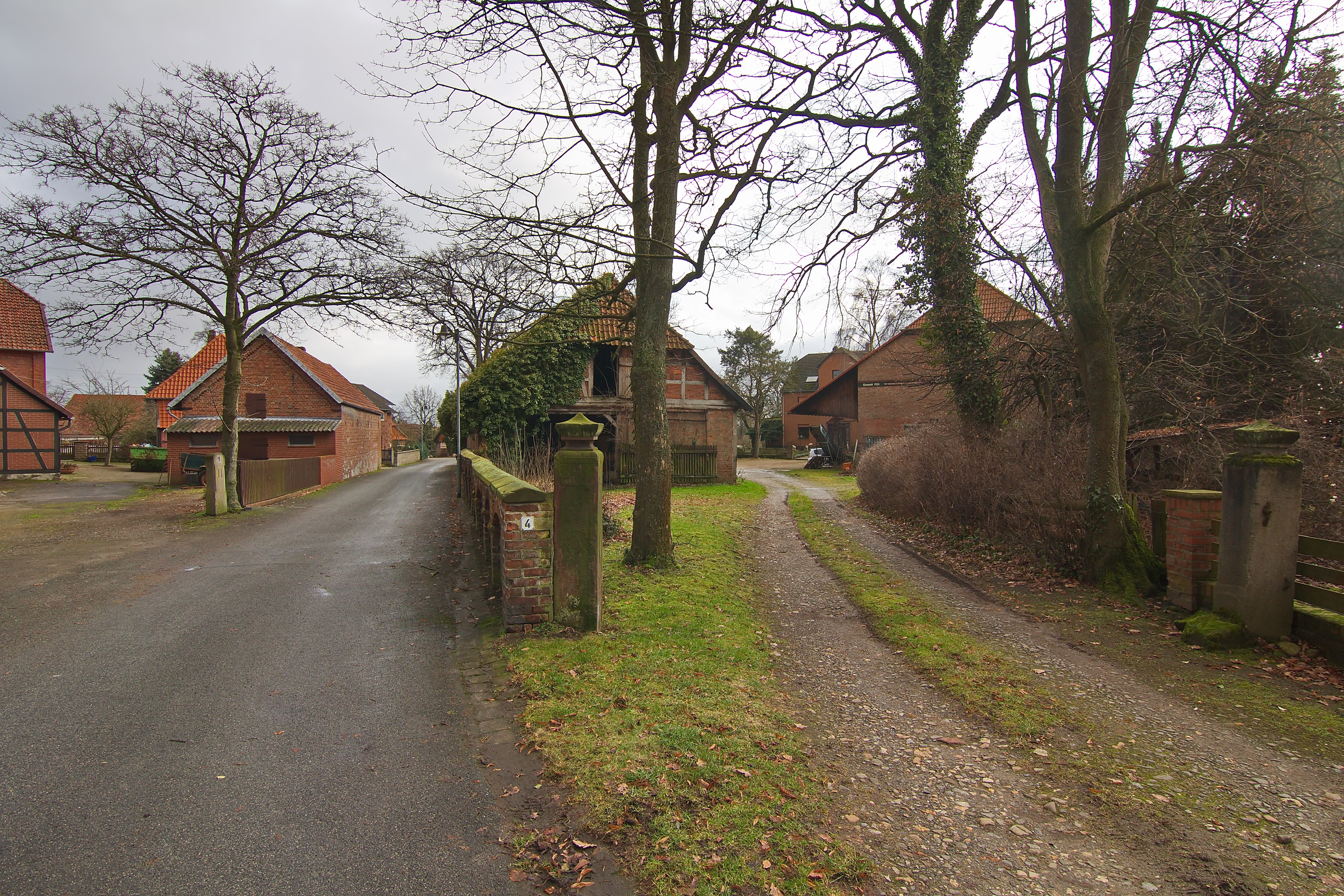
Wipperstraße 4
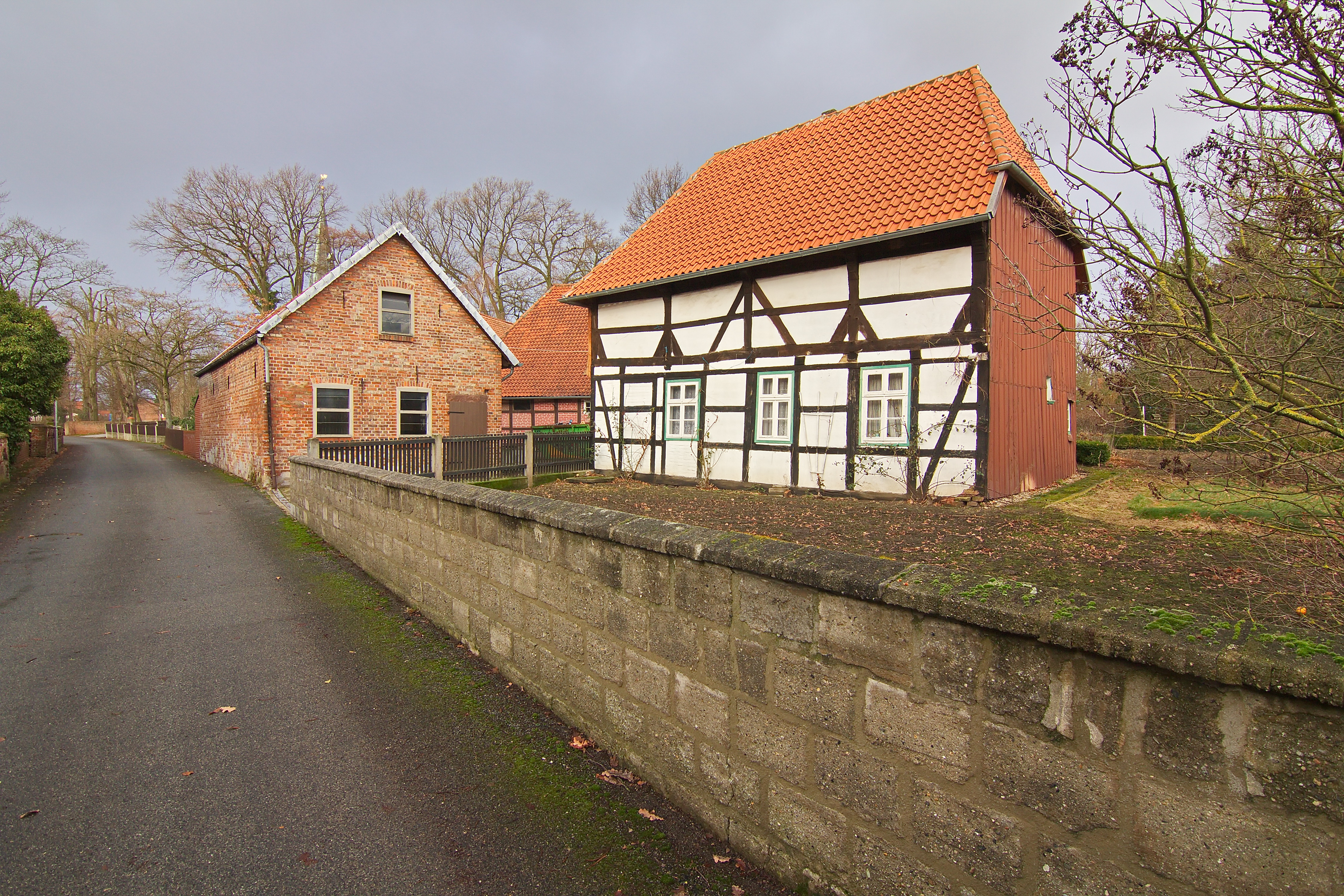
Blick auf die Wipperstraße
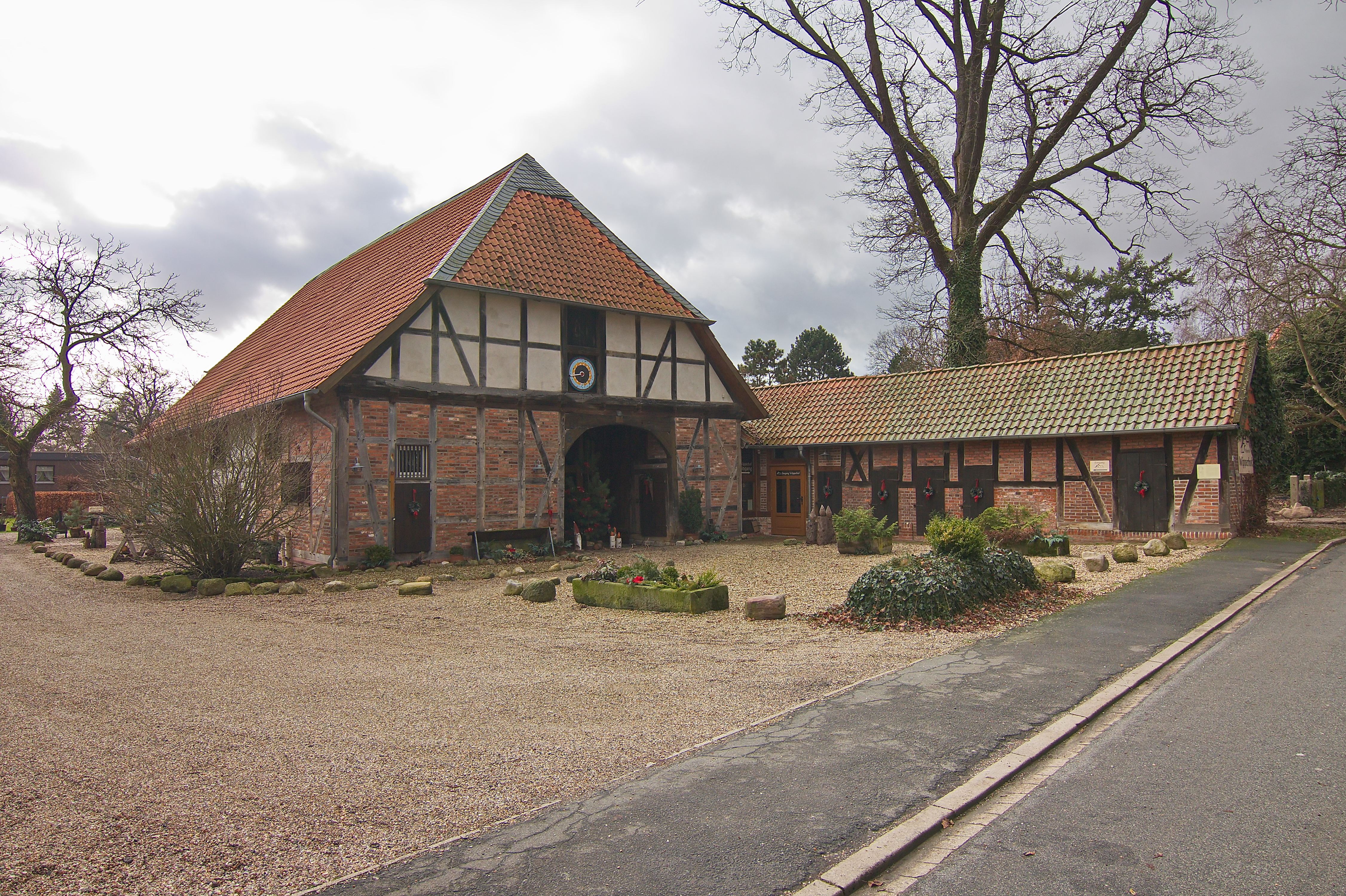
Niedersachsenhaus Wipperhof von 1768

## Wirtschaft und Infrastruktur
In Edemissen befinden sich Gemeindeverwaltung, Polizeistation, Feuerwehrhaus, Geldinstitute, Postagentur, Ärzte, Apotheken, Diakoniestation, Pfarramt sowie eine Vielzahl üblicher Wirtschafts- und Handelsbetriebe zur Versorgung der Region. Auf den noch verbliebenen landwirtschaftlichen Betrieben kann man saisonale Erzeugnisse (wie Kartoffeln, Mohrrüben, Zwiebeln, Spargel, Salat, Kürbis usw.) direkt ab Hof erwerben.

### Bildung
- Außer Kindergärten sind in Edemissen eine Grundschule, Hauptschule und Realschule vorhanden.
- Eine Außenstelle der Kreisbücherei befindet sich im Schulzentrum Edemissen.

### Verkehr
Edemissen liegt an der Bundesstraße 444.